# 枕崎市消防本部
枕崎市消防本部（まくらざきししょうぼうほんぶ）は、鹿児島県枕崎市の消防部局（消防本部）。管轄区域は枕崎市全域。

## 概要
- 消防本部：鹿児島県枕崎市神本町346番地
- 管内面積：74.78km2
- 職員数：43人
- 消防署1カ所

### 主力機械
2015年4月1日現在
- 消防ポンプ自動車：1
- 水槽付消防ポンプ自動車：1
- 小型動力ポンプ付水槽車：1
- 屈折はしご付消防自動車：1
- 救助工作車：1
- 指揮車：1
- 隊員輸送車：1
- 救急車：3

## 沿革
- 2013年4月1日 南薩地区消防組合の解散に伴い、枕崎市消防本部・枕崎市消防署が発足する。

## 組織
- 本部 - 消防総務課、警防課
- 消防署

## 消防署
| 消防署       | 住所          |
| ------------ | ------------- |
| 枕崎市消防署 | 神本町346番地 |